# Pierrevillers

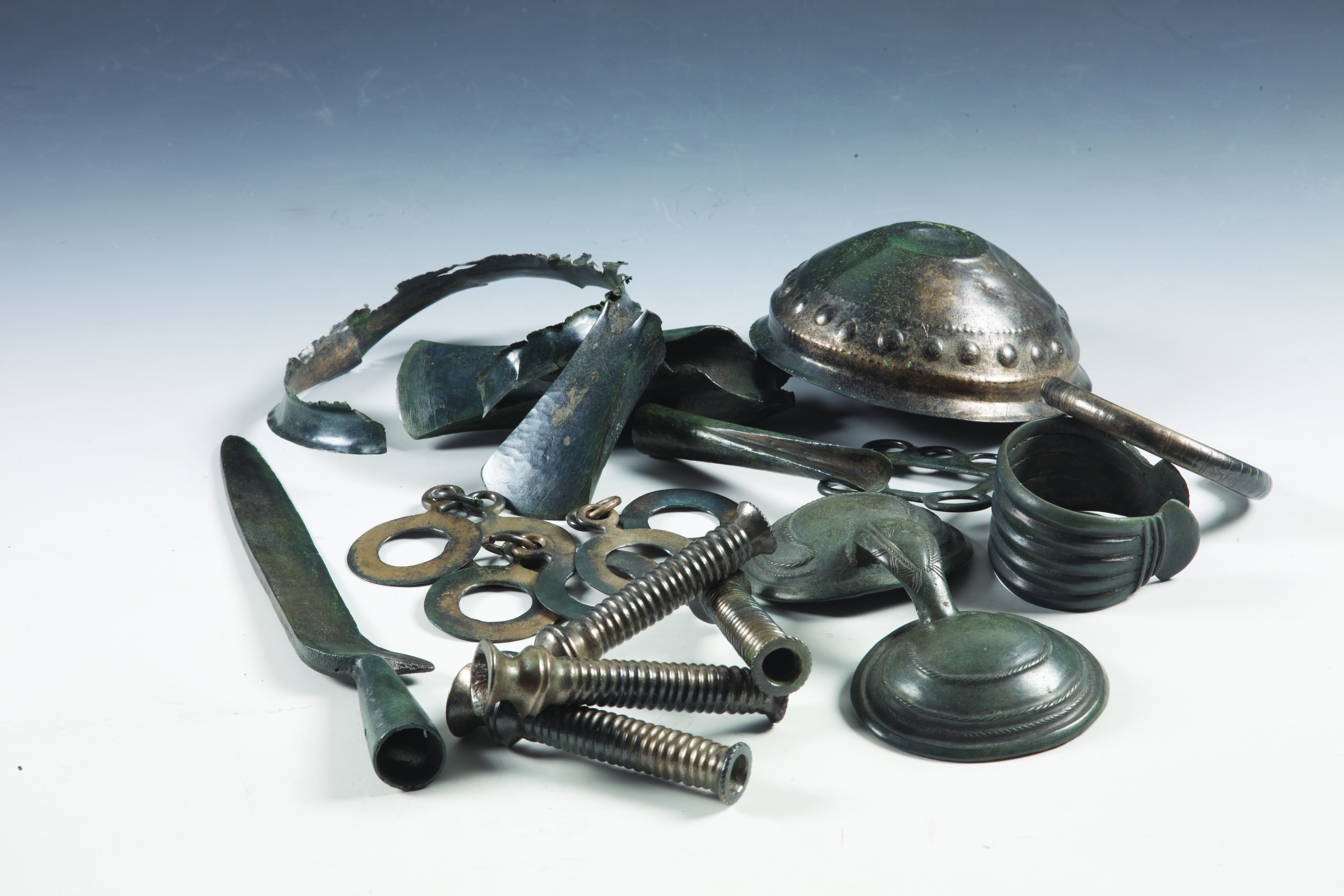
Depotfund aus 17 Metallobjekten der Bronzezeit, der 2014 gemacht wurde (Sammlungen des Musée de la Cour d’Or)

Pierrevillers ist eine französische Gemeinde mit 1460 Einwohnern (Stand 1. Januar 2022) im Département Moselle in der Region Grand Est (bis 2015 Lothringen). Sie gehört zum Arrondissement Metz.

## Geographie
Pierrevillers liegt  in Lothringen, 15 Kilometer nordwestlich von Metz auf einer Höhe zwischen 192 und 403 m über dem Meeresspiegel. Das Gemeindegebiet umfasst 5,83 km².

## Geschichte
Ältere Ortsbezeichnungen sind unter anderem Petrae Villare (960), Pierrevilliers (1213), Pierrevillers (1296) und Villare, Petrovillar und Portuvillare (1544). Das Dorf gehörte früher zur Grafschaft Bar.
Theobald I. von Bar gab 1214 hier Güter an die Tempelherren, die im 13. bis und 14. Jahrhundert hier eine Komturei besaßen; das Gebäude war noch bis 1340 im Ort vorhanden. Von damals stammt die im Jahr 1561 im gotischen Stil restaurierte Kirche, ein ehemaliges Seitengebäude des Templerhauses und zitadellenartig gebaut.
Die Kreuze auf blauem Grund sim Gemeindewappen sind die Attribute des Herzogtums Bar, zu dem Pierrevillers gehörte; das Malteserkreuz erinnert daran, dass die Herrschaft den Rittern des Heiligen Johannes von Jerusalem gehörte.
Durch den Frankfurter Frieden vom 10. Mai 1871 kam die Region an das deutsche Reichsland Elsaß-Lothringen, und das Dorf wurde dem Landkreis Metz im Bezirk Lothringen zugeordnet. Die Dorfbewohner betrieben Getreide-, Obst- und Weinbau (2800 Hektoliter jährlich), im Ort gab es eine Getreidemühle, eine Ölmühle, eine Ziegelei und eine Bierbrauerei.
Nach dem Ersten Weltkrieg musste die Region aufgrund der Bestimmungen des Versailler Vertrags 1919 an Frankreich abgetreten werden und wurde Teil des Département Moselle. Im Zweiten Weltkrieg war die Region von der deutschen Wehrmacht besetzt.
1915–1918 und 1940–1944 trug der Ort den eingedeutschten Namen Petersweiler.

### Bevölkerungsentwicklung
| Jahr      | 1962 | 1968 | 1975 | 1982 | 1990 | 1999 | 2007 | 2019 |
| Einwohner | 1339 | 1463 | 1448 | 1372 | 1365 | 1346 | 1455 | 1498 |

## Sehenswürdigkeiten
- Kirche St. Martin, zweischiffige spätgotische Hallenkirche, mit baulich integrierten Überresten der ehemaligen Templer-Komturei[1]

## Belege
1. 1 2  Franz Xaver Kraus: Kunst und Alterthum in Elsass-Lothringen. Beschreibende Statistik. Band III: Kunst und Althertum in Lothringen, Friedrich Bull, Straßburg 1886, S. 844–845 (books.google.de).
2. 1 2 3  Eugen H. Th. Huhn: Deutsch-Lothringen. Landes-, Volks- und Ortskunde, Stuttgart 1875, S. 272  (google.books.de).
3. ↑  Wappenbeschreibung auf genealogie-lorraine.fr (französisch)